# Durbar

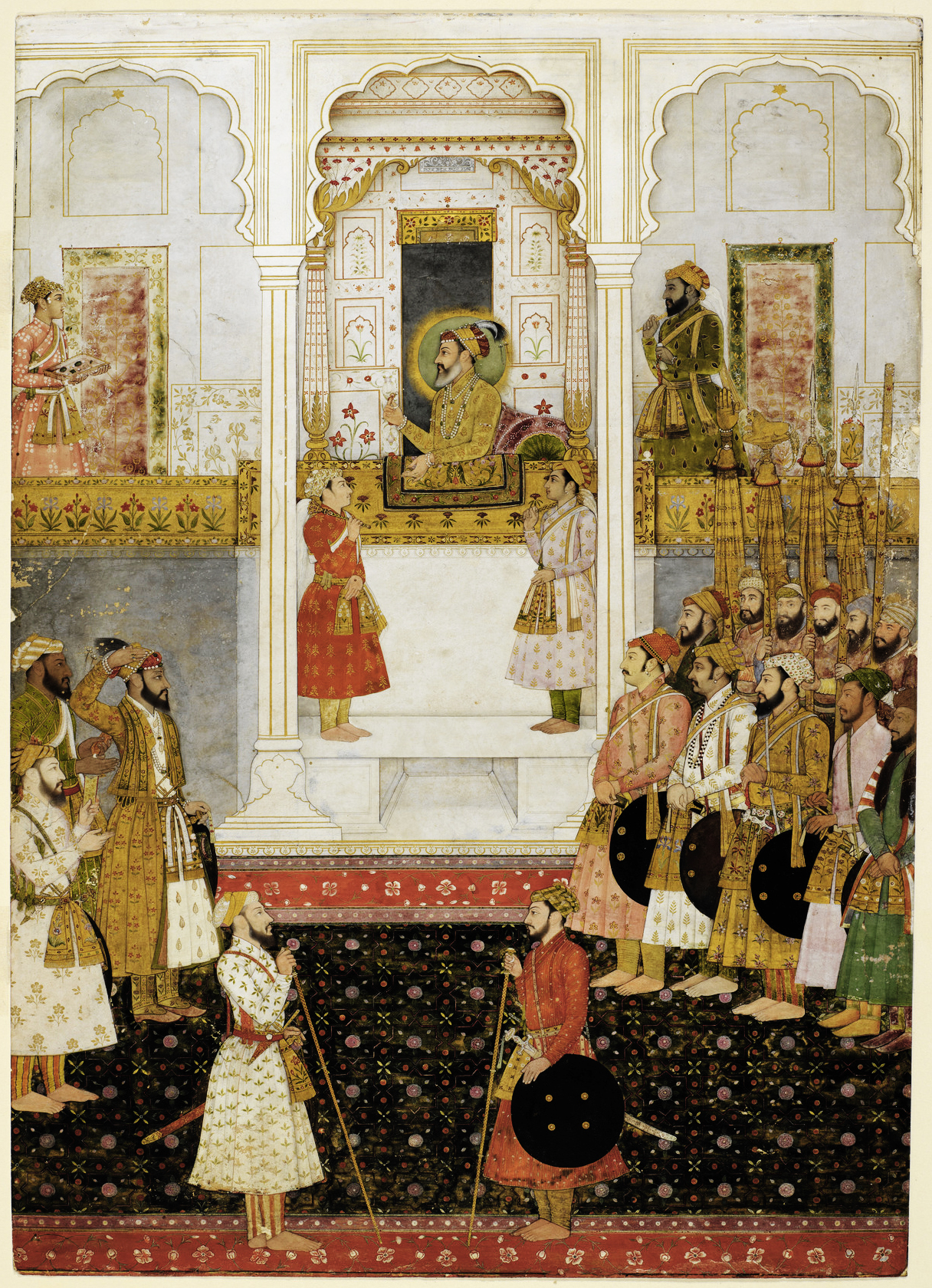
Schah Jahan im Durbar (ca. 1650)

Ein Durbar (persisch دربار darbār) war ein formelles Treffen indischer Herrscher mit ihrem Hofstaat, um Staatsgeschäfte zu erörtern. Der Teilnehmerkreis war weiter gefasst als der Diwan, dem nur die allerengsten Vertrauten des Fürsten anzugehören pflegten.
Oft fand der Durbar in eigens zu diesem Zweck vorgesehenen, ebenfalls als Durbar bezeichneten Hallen statt, wie sie etwa heute noch in Baroda, Gwalior, Udaipur, Jaipur, Jodhpur, Jaisalmer, Agra oder im heute pakistanischen Lahore zu besichtigen sind. Normalerweise sind Durbar-Hallen aufwendig mit den besten Materialien dekoriert, die zu der Zeit verfügbar waren. Der Mogulkaiser Akbar hatte zwei Säle – einen für seine Minister und einen für die breite Öffentlichkeit.

## Indische Fürsten
Die Mogulkaiser hielten den Durbar zwei Mal täglich ab. Der Herrscher nahm dabei auf einem kissenbelegten Thron Platz, zu seinen Seiten Standartenträger und Eunuchen, die ihm mit Pfauenfedern Kühlung zufächelten und mit Wedeln aus Yak-Haar Insekten fernhielten, vor dem Thron die Großen des Reiches. Es bestand geldstrafen-bewehrte Anwesenheitspflicht, und außer dem Mogul durfte niemand sitzen oder sich unerlaubt entfernen. Die Versammlungen begannen üblicherweise mit Personalangelegenheiten, Petitionen und Ehrungen. Dann führte man dem Mogul seine Elefanten, Pferde und Jagdhunde zum Zweck der Inspektion vor. Es spielte eine Kapelle, Duftwasser wurde verspritzt, manchmal traten Tänzerinnen auf. Kleinste Verstöße gegen die Etikette wurden streng bestraft.

## Britische Kolonialzeit

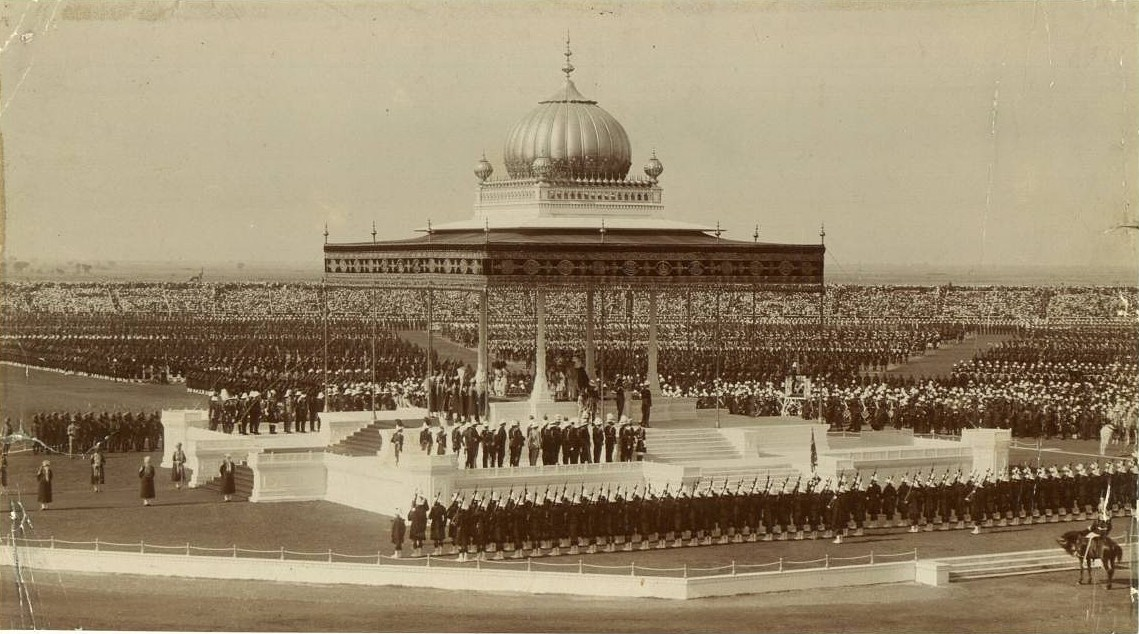
Delhi Durbar, 1911

Die britischen Kolonialherren griffen später die Tradition des Durbar auf ("Delhi Durbar"), insbesondere anlässlich der Ernennung des britischen Königs zum Kaiser von Indien: 1877 für Queen Victoria, 1903 für Eduard VII. und 1911 für Georg V. und seine Frau Königin Mary zum Kaiser und der Kaiserin von Indien. Bei letzterem Ereignis betrat erstmals ein amtierender König in eigener Person Britisch-Indien.